# Томас Юнг
То́мас Юнг (англ. Thomas Young, 13 червня 1773 — 10 травня 1829) — англійський учений широкого профілю: фізик (один із засновників хвильової теорії світла), механік, лікар (першим описав явище астигматизму) та ботанік, астроном, філолог і сходознавець. Поліглот — розмовляв 13-ма мовами. Учений секретар Королівського товариства з листувань із закордоном (1804—1829). У 1801—1803 роках був професором Королівського інституту в Лондоні. З 1818 року — секретар Бюро довгот і редактор «Морського альманаху». Іноземний член Французької академії наук (1827) і Шведської королівської академії наук (1828). Вивчаючи єгиптознавство, впритул підступив до розшифрування староєгипетської ієрогліфіки, в англомовному світі саме Юнг, а не Шампольйон, вважається розшифрувальником єгипетського письма. За обсяг інтересів і фундаментальність наукового вкладу біограф Е. Робінсон охарактеризував Юнга як «останню людину, що знала все».

### Освіта. Виховання

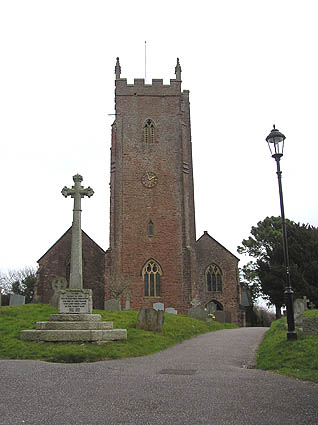
Церква Сент-Майкл в Мілвертон

### Роки в Юнгсбері

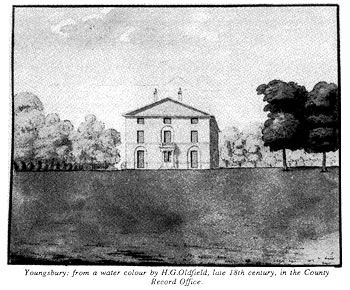
Юнгсбері в кінці XVIII століття. Репродукція акварелі Генрі Олдфілда

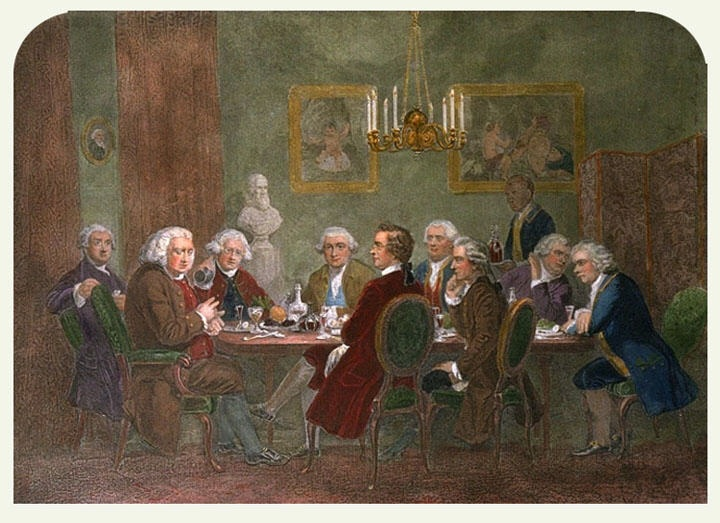
Джон Вільям Дойл. Засідання гуртка доктора Джонсона, Національна портретна галерея

## Досягнення у фізиці

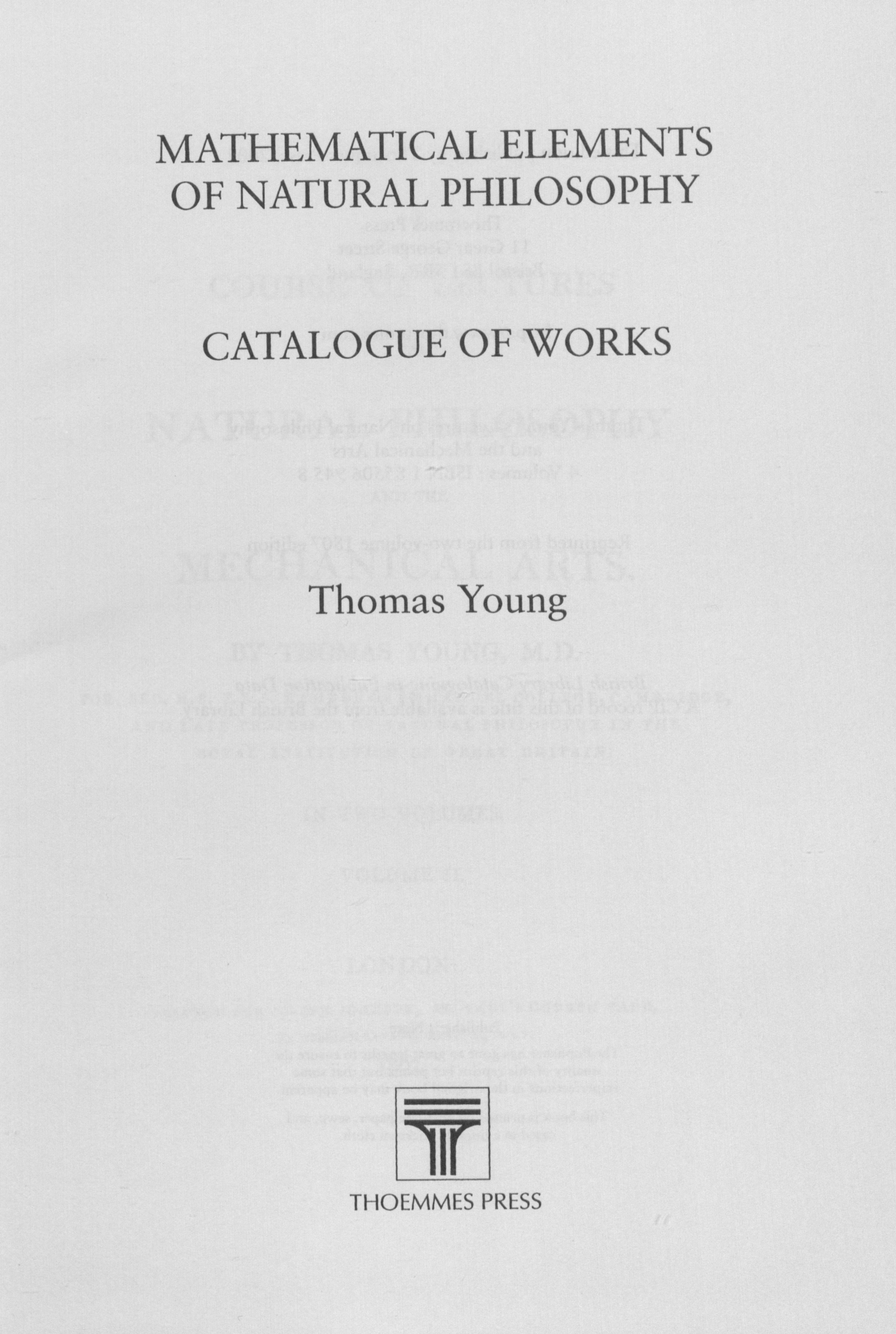
Mathematical elements of natural philosophy, 2002

## Становлення (1773—1792)